# Cu cu ngực đỏ
Cu cu ngực đỏ (tên khoa học Cuculus solitarius) là một loài cu cu trong họ Cu cu (Cuculidae).. Loài này có kích thước trung bình (28 đến 30 cm), được tìm thấy ở châu Phi phía nam Sahara. Trong tiếng Afrikaans, nó được gọi là "Piet-my-vrou", theo tiếng kêu của nó.

## Phân bố và môi trường sinh sống
Loài chim này được tìm thấy ở Angola, Bénin, Botswana, Burundi, Cameroon, Cộng hòa Trung Phi, Tchad, Cộng hòa Congo, Cộng hòa Dân chủ Congo, Bờ Biển Ngà, Guinea Xích đạo, Ethiopia, Gabon, Gambia, Ghana, Guinea, Guinea-Bissau, Kenya, Lesotho, Liberia, Malawi, Mali, Mozambique, Namibia, Nigeria, Rwanda, Senegal, Sierra Leone, Somalia, Nam Phi, Sudan, Swaziland, Tanzania, Togo, Uganda, Zambia, và Zimbabwe. Tại phía nam châu Phi, nó là loài chim di cư sinh sản phổ biến khắp khu vực trừ khu vực phía tây khô hơn.